# اینکوگنیتو انترتینمنت
اینکوگنیتو (انگلیسی: Incognito Entertainment) شرکت بازی ویدئویی آمریکایی بود که در سال ۱۹۹۹ توسط دیوید جفی در سالت لیک سیتی تأسیس شد.